# Ричардс, Дейн
Дейн О’Брайан Ричардс (англ. Dane O'Brian Richards; родился 14 декабря 1983 года в Монтего-Бей, Ямайка) — ямайский футболист, вингер.

## Клубная карьера

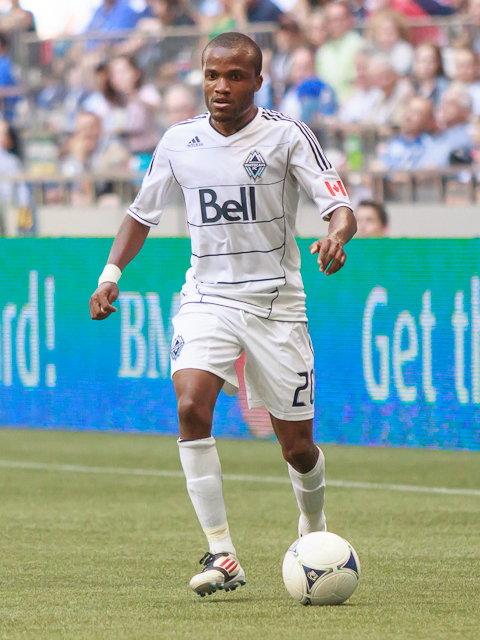
Ричардс в составе «Ванкувер Уайткэпс»

Ричардс начал карьеру выступая за футбольные команды колледжей, а также Клемсонского университета. В 2007 году Дейн был выбран на драфте «Нью-Йорк Ред Буллз». 5 мая в матче против «Реал Солт-Лейк» он забил свой первый гол в MLS. В 2008 году Ричардс помог «быкам» выйти в финал Кубка MLS.
13 июля 2012 года Ричардс с доплатой распределительных средств был обменян в канадский «Ванкувер Уайткэпс» на Себастьена Ле Ту. 15 июля в матче против «Чикаго Файр» Ричардс дебютировал за новую команду. 23 июля в поединке против «Сан-Хосе Эртквейкс» Дейн забил свой первый гол за «Уайткэпс».
В 2013 году он перешёл в английский «Бернли». 26 февраля в матче против «Хаддерсфилд Таун» Дейн дебютировал в Чемпионшипе. Сразу после этого Ричардс был отдан в аренду в норвежский «Будё-Глимт». 7 апреля в матче против «Улл/Киса» он дебютировал в первом дивизионе Норвегии. 5 мая в поединке против «Фолло» Ричардс забил свой первый гол за «Будё-Глимт». По итогам сезона Дейн помог клубу выйти в элиту. 23 июля 2013 года «Бернли» расторг контракт с Ричардсом и он перешёл «Будё-Глимт» на постоянной основе. 30 марта 2014 года в матче против «Олесунна» он дебютировал в Типпелиге.
7 марта 2015 года Дейн вернулся в «Нью-Йорк Ред Буллз». Летом того же года он на правах аренды перешёл в клуб NASL «Инди Илевен». 19 июля в матче против «Оттава Фьюри» Ричардс дебютировал за новую команду. 20 августа в поединке против «Тампа-Бэй Раудис» Дейн забил свой первый гол за «Инди». По возвращении игрока из аренды «Нью-Йорк Ред Буллз» объявили о непродлении его контракта.
10 декабря 2015 года Ричардс заключил контракт с новообразованным клубом NASL «Майами».

## Международная карьера
В 2002 году товарищеском матче против сборной США Ричардс дебютировал за сборную Ямайки. В 2008 году в составе сборной Дейн выиграл Карибский кубок. В 2009 году Ричардс принял участие в розыгрыше Золотого кубка КОНКАКАФ. На турнире он сыграл в матче против сборной Сальвадора.
12 августа 2010 года в поединке против сборной Тринидада и Тобаго Дейн забил он забил свой первый гол за национальную команду.
В том же году Ричардс во второй раз стал обладателем Карибского кубка. На турнире он сыграл в матчах против команд Антигуа и Барбуды, Гайаны, Гренады и дважды Гваделупы. В поединке против барбудцев, гайанцев и гренадцев Дейн забил по голу.
В 2011 году в составе сборной он принял участие в розыгрыше Золотого кубка КОНКАКАФ. На турнире Ричардс сыграл в матчах против команд Гренады, Гватемалы, Гондураса и США. В 2014 году Дейн в третий раз стал обладателем Карибского кубка.

### Голы за сборную Ямайки
| #   | Дата            | Место                                   | Противник         | Счёт | Результат | Соревнование                       |
| --- | --------------- | --------------------------------------- | ----------------- | ---- | --------- | ---------------------------------- |
| 1.  | 11 августа 2010 | Марвин Ли, Макойя, Тринидад и Тобаго    | Тринидад и Тобаго | 1:0  | 3:1       | Товарищеский матч                  |
| 2.  | 10 октября 2010 | Индепенденс Парк, Кингстон, Ямайка      | Тринидад и Тобаго | 1:0  | 1:0       | Товарищеский матч                  |
| 3.  | 27 ноября 2010  | Стад Эн Ками, Ривьер-Пилот, Мартиника   | Антигуа и Барбуды | 1:0  | 3:1       | Карибский кубок 2010               |
| 4.  | 1 декабря 2010  | Стад Эн Ками, Ривьера-Пайлот, Мартиника | Гайана            | 1:0  | 4:0       | Карибский кубок 2010               |
| 5.  | 3 декабря 2010  | Онёр де Дийон, Фор-де-Франс, Мартиника  | Гренада           | 1:1  | 2:1       | Карибский кубок 2010               |
| 6.  | 29 марта 2011   | Кускатлан, Сан-Сальвадор, Сальвадор     | Сальвадор         | 0:1  | 2:3       | Товарищеский матч                  |
| 7.  | 29 марта 2011   | Кускатлан, Сан-Сальвадор, Сальвадор     | Сальвадор         | 0:2  | 2:3       | Товарищеский матч                  |
| 8.  | 1 июня 2012     | Роммель Фернандес, Панама, Панама       | Панама            | 1:2  | 1:2       | Товарищеский матч                  |
| 9.  | 16 октября 2012 | Индепенденс Парк, Кингстон, Ямайка      | Антигуа и Барбуды | 3:1  | 4:1       | Чемпионат мира 2014 (квалификация) |
| 10. | 16 октября 2012 | Индепенденс Парк, Кингстон, Ямайка      | Антигуа и Барбуды | 4:1  | 4:1       | Чемпионат мира 2014 (квалификация) |

## Достижения
Международные
 Ямайка
- Карибский кубок — 2008
- Карибский кубок — 2010
- Карибский кубок — 2014